# 大阪市立日吉小学校
大阪市立日吉小学校（おおさかしりつひよししょうがっこう）は、大阪府大阪市西区南堀江4丁目にある公立小学校。

## 沿革
明治時代初期の学制発布により、1874年に第三大学区第二中学区西大組十九番小学校として発足した。学校制度の改編を経て明治時代中期には日吉尋常小学校と称するようになった。1941年には国民学校令の実施により日吉国民学校と称している。
太平洋戦争の戦局悪化により、大阪市など大都市の国民学校児童に対して1944年以降、学童疎開の実施が指示された。学童疎開は縁故を原則としたものの、縁故に頼れない児童については学校単位での集団疎開を実施することになった。集団疎開先の府県については大阪市から各行政区ごとに割り当てられ、西区の国民学校は島根県への疎開が決定した。日吉国民学校の児童は島根県簸川郡神門村（現在の出雲市）・神門村立青年学校へと疎開している。
明治時代中期以降高等科を併設していたが、高等科は1945年、花園国民学校に統合されている。
1945年3月13日深夜から翌3月14日未明にかけての第一次大阪大空襲では校舎が被災し、また校区にも甚大な被害を受けた。
戦災被害により、終戦後の1946年に近隣の高台（たかきや）国民学校と堀江国民学校を統合した。また花園国民学校の初等科も日吉国民学校に統合し、花園国民学校は高等科単独となっている。
1947年の学制改革により、大阪市立日吉小学校となった。戦災からの地域復興により、1950年に旧堀江国民学校が日吉小学校堀江分校として再開した。堀江分校は翌1951年、大阪市立堀江小学校として正式に独立・再開校している。

### 年表
- 1874年 - 第三大学区第二中学区西大組十九番小学校として開校。
- 1879年 - 西区日吉小学校と改称。
- 1887年 - 西区日吉尋常小学校と改称。
- 1889年 - 大阪市の発足により、大阪市日吉尋常小学校と改称。
- 1921年 - 高等科を併設、大阪市日吉尋常高等小学校と改称。
- 1941年 - 国民学校令により、大阪市日吉国民学校と改称。
- 1945年 - 高等科を大阪市花園国民学校へ移管。
- 1946年 - 太平洋戦争の戦災に伴い、高台・堀江両国民学校および花園国民学校の初等科を統合。
- 1947年 - 学制改革により、大阪市立日吉小学校と改称。
- 1950年 - 千代崎地区を校区に編入。旧堀江国民学校が堀江分校として復興。
- 1951年 - 堀江分校が大阪市立堀江小学校として独立・再開校。

## 通学区域
- 大阪市西区[1]
  - 南堀江1丁目（一部[注釈 3]）・2丁目（2～12番）・3丁目（一部[注釈 4]）・4丁目（一部[注釈 5]）、千代崎1丁目（1～3番・5～14番・17～26番）・2丁目（一部[注釈 6]）・3丁目、本田1丁目（4番〈16号の一部、17～33号、34号の一部〉）
- 大阪市浪速区[1] 幸町1-3丁目

卒業生は大阪市立堀江中学校へ進学する。

## 交通
- 地下鉄千日前線・長堀鶴見緑地線 西長堀駅 7A号出口から南西へ約450m。
- 地下鉄千日前線 桜川駅 1号出口・7号出口から北西へ約600m。
- 南海汐見橋線 汐見橋駅、阪神なんば線 桜川駅 北へ約500m。